# 地質調査技士
地質調査技士（ちしつちょうさぎし）は、一般社団法人全国地質調査業協会連合会がボーリングなどの地質調査の現場作業に従事する技術者を対象に検定試験を行い、認定している資格である。
試錐技術者（ボーリング）だけではなく、地質調査及び関連分野の技術者も受験している。有資格者は建設を目的とした調査業務、自然災害を対象とした防災業務、施設・設備の点検診断を行う維持管理業務、環境業務、資源業務など、多岐にわたる業務に従事する。
2015年（平成27年）度から、国土交通省により、公共工事に関する調査及び設計等の品質確保に資する技術者資格に登録されている。

## 区分
- 現場調査部門
- 現場技術・管理部門
- 土壌・地下水汚染部門

## 受験資格
学歴に応じた年数の実務経験を有すること。

## 検定試験
- 試験地　：　札幌、仙台、新潟、東京、名古屋、大阪、広島、高松、福岡、沖縄
- 試験内容　：　筆記、口頭（現場調査部門のみ）

## 登録更新
- 更新期間　：　試験合格後、5年毎の登録更新手続きが必要
- 更新方法　：　講習会の受講、または、継続教育記録CPDの報告（5年間で125CPD以上、または175CPD以上）